# Bisdom Chosica
Het bisdom Chosica (Latijn: Dioecesis Chosicana) is een rooms-katholiek bisdom met als zetel Lurigancho-Chosica, een district in de provincie Lima in Peru. Het bisdom is suffragaan aan het aartsbisdom Lima. 

## Geschiedenis
Het bisdom werd opgericht op 14 december 1996, uit delen van het aartsbisdom Lima. 

## Parochies
Het bisdom had in 2021 een oppervlakte van 3.418 km2 en telde 2.227.818 inwoners waarvan 85,3% rooms-katholiek was.

## Bisschoppen
- Norbert Klemens Strotmann Hoppe (11 januari 1997 - 27 december 2023)
  - Arthur Joseph Colgan (hulpbisschop: 13 oktober 2015 - 27 december 2023)
- Jorge Enrique Izaguirre Rafael (27 december 2023 - heden)

Lima (aartsbisdom) · Callao · Carabayllo · Chosica · Huacho · Ica · Lurín · Yauyos (territoriale prelatuur)